# Gustaf Henrik Hökerstedt
Gustaf Henrik Hökerstedt, född 1706, död 28 maj 1766 i Norrköpings S:t Olofs församling i Norrköping, var en svensk borgmästare i Norrköpings stad.

## Biografi
Gustaf Henrik Hökerstedt var son till Carl Olofsson Hökerstedt och bror till Olof och Gabriel Hökerstedt.